# Олег Вещий
Оле́г (Ве́щий Оле́г; др.-сканд. Hélgi, церк.-слав. Ольгъ; ум. 912) — варяг, правитель Новгородской земли с 879 года и князь Киевский с 882 года.
Получил власть над северными землями после смерти Рюрика как регент его малолетнего сына Игоря, захватил Киев и перенёс туда столицу, объединив тем самым два главных центра восточных славян.
В русской летописи «Повесть временных лет» приводится его прозвище Вещий (знающий будущее, предвидящий будущее, а также мудрый).

## Этимология имени
По наиболее распространённой версии, имя, до падения редуцированных звучавшее и записывавшееся как др.-рус. Ольгъ, произошло от древнескандинавского имени Hélgi, Hælgi (Хе́льги). Имя Хельги соотносится с протошведским *Hailaga, субстантивированным прилагательным, ставшим личным именем и имевшим значение «святой» с коннотацией «обладающий даром исцеления», «целитель». Скандинавист Е. А. Мельникова и другие учёные возводят имя к древнескандинавскому прилагательному helgi, heilagr — «священный», «сакральный». Значение здесь могло быть — «посвящённый богам». Из саг известны несколько носителей имени Helgi, время жизни которых датируют VI—IX веками.
В сагах также встречаются близкие по звучанию имена Ole, Oleif, Ofeig. Саксон Грамматик называет имена Ole, Oleif, Ofeig, но их этническая принадлежность остаётся неясной.
Некоторые исследователи считают, что, учитывая факт написания «Повести временных лет» в XI веке христианскими монахами, прозвище «Вещий» не может считаться аутентичным. Современные историки видят в нём христианские мотивы или даже христианскую пропаганду. Так, в частности, российский историк и археолог В. Я. Петрухин считает, что прозвище «Вещий» и легенда о гибели князя Олега были внесены монахами в летопись с целью показать невозможность языческого предвидения будущего.
В дореволюционной и отчасти советской исторической литературе было принято отождествлять Олега с былинным богатырём Вольгой Святославичем.

## Происхождение
В летописной традиции имеются две версии биографии Олега: традиционная, в «Повести временных лет», и согласно Новгородской первой летописи. Новгородская летопись сохранила фрагменты более раннего летописного свода (на котором основывается и «Повесть временных лет»), однако содержит неточности в хронологии по событиям X века.
Согласно «Повести временных лет», Олег был родичем (соплеменником) Рюрика.
В. Н. Татищев со ссылкой на сомнительную Иоакимовскую летопись считает его шурином — братом жены Рюрика, которую называет Ефандой. Точное происхождение Олега в «Повести временных лет» не указывается. Предания, связанные с его личностью, сохранились также в полумифической скандинавской саге об Одде Орваре (Стреле), что свидетельствует о широкой известности князя в Скандинавии.
После смерти основателя княжеской династии Рюрика в 879 году Олег стал княжить в Новгороде как опекун малолетнего сына Рюрика Игоря. Новгород появился только на рубеже IX—X веков или в начале X века,  но археологи придерживаются мнения, что существовавшее вблизи по крайней мере с середины IX века Рюриково городище — одно из названий Новгорода.
Польский исследователь Г. Ловмянский считал правление Олега в Новгороде сомнительным. По версии Г. Ловмянского, Олег был смоленским князем, а его связь с Рюриком — поздняя летописная комбинация. Г. С. Лебедев высказал догадку, что Олег мог быть представителем породнившихся с Рюриком славянских нобилей. Данные версии в историографии распространения не получили.

## Вокняжение в Киеве
Согласно «Повести временных лет», в 882 году Олег, взяв с собой много воинов: варягов, чудь, словен, мерю, весь, кривичей — взял города Смоленск и Любеч и посадил там своих мужей. Далее по Днепру спустился к Киеву, где княжили соплеменники Рюрика, варяги Аскольд и Дир. Притворившись купцом, Олег отправил к ним посла со словами: «Купцы мы, едем в греки от Олега и от Игоря княжича, да приходите к роду своему и к нам». Когда Аскольд и Дир вышли из города, Олег объявил им: «Вы нєста кнѧзѧ ни роду кнѧжѧ · но азъ єсмь роду кнѧжѧ» («Вы не князья и не княжего роду, а я княжего роду») и предъявил наследника Рюрика, малолетнего Игоря, после чего Аскольд и Дир были убиты.
Никоновская летопись, компиляция различных источников XVI века, приводит более подробный рассказ об этом захвате. Олег высадил часть своей дружины на берег, обговорив тайный план действий. Сам, сказавшись больным, остался в ладье и послал к Аскольду и Диру извещение, что везёт много бисера и украшений, а также имеет важный разговор к князьям. Когда те взошли на ладью, Олег сказал им: «Азъ єсмь Ольгъ кнѧзь · а сє єсть Рюриковъ Игорь кнѧжичь» — и тут же убил Аскольда и Дира.
Расположение Киева показалось Олегу удобным, и он перебрался туда с дружиной, объявив: «Да будет это мать городов русских». Тем самым он объединил северный и южный центры восточных славян. По этой причине именно Олега, а не Рюрика иногда считают основателем Киевской Руси. Вокняжившись в Киеве, Олег установил для Новгорода дань варягам в 300 гривен: «и ѹстави варѧгомъ дань даꙗти · Ѿ Но́ваго̀рода 300 гривенъ на лѣто · мира дѣлѧ єже до смерти Ꙗрославлѧ даꙗшє варѧгомъ». Под его властью оказался путь «из варяг в греки».
Следующие 25 лет Олег был занят расширением подвластной территории. Он подчинил Киеву древлян (883), северян (884), радимичей (885). Два последних племенных союза были данниками хазар. Повесть временных лет оставила текст обращения Олега к северянам: «Я враг хазарам, поэтому и вам незачем платить им дань». К радимичам: «Кому дань даёте?». Те ответили: «хазарам». И говорит Олег: «Не давайте хазарам, но мне давайте». «И владел Олег деревлянами, полянами, радимичами, а с — уличами и тиверцами имѣяше рать».
898 годом Повесть временных лет датирует появление под Киевом угров (венгров) в ходе их миграции на запад, фактически произошедшее несколькими годами ранее.

## Поход на Византию
В 907 году, снарядив 2000 ладей по 40 воинов в каждой (ПВЛ), Олег выступил в поход на Царьград. Византийский император Лев VI Философ приказал закрыть ворота города и загородить цепями гавань, предоставив таким образом воинам Олега возможность грабить и разорять пригороды Константинополя. Однако Олег пошёл на необычный штурм:

И повелел Олег своим воинам сделать колёса и поставить на колёса корабли. И когда подул попутный ветер, подняли они в поле паруса и пошли к городу.
Испуганные греки предложили Олегу мир и дань. Согласно договору, он получил по 12 гривен за каждую уключину, и Византия обещала платить дань на русские города. В знак победы Олег прибил свой щит к вратам Царьграда. Главным результатом похода стал торговый договор о беспошлинной торговле Руси в Византии.
Многие историки считают этот поход легендой. О нём нет упоминаний у византийских авторов, достаточно подробно описавших подобные походы в 860 и 941. Есть сомнения и в отношении договора 907 года, текст которого представляет собой почти дословную компиляцию договоров 911 и 944 гг. Возможно, поход всё же был, но без осады Царьграда. Повесть временных лет в описании похода Игоря Рюриковича в 944 году передаёт «слова византийского царя» к князю Игорю: «Не ходи, но возьми дань, какую брал Олег, прибавлю и ещё к той дани».
В 911 году Олег отправил в Константинополь посольство, которое подтвердило «многолетний» мир и 2 сентября заключило новый договор. По сравнению с договором 907 года в нём исчезло упоминание о беспошлинной торговле. Олег именуется в договоре «великим князем русским», что однозначно указывает на его княжеский статус и единоличное правление. В подлинности соглашения 911 года сомнений не возникает: она подкрепляется как лингвистическим анализом, так и упоминанием в византийских источниках.
Осенью 912 года, как сообщает Повесть временных лет, князь Олег погиб от укуса змеи.

## Новгородская версия биографии. Восточные походы
В Новгородской первой летописи Олег представлен не князем, а воеводой при Игоре. Убивает Аскольда, захватывает Киев и идёт войной на Византию тоже Игорь, а Олег возвращается обратно на север, в Ладогу, где умирает не в 912, а в 922 году.

«Идѣ Ольгъ къ Новугороду · и отътуда въ Ладогу ⁙ Друзии жє сказаютъ · ꙗко идущє єму за морє · и уклюнѫ змиꙗ въ ногу · и съ того умрє · єсть могила єго въ Ладозѣ»

Эти сведения противоречат русско-византийскому договору 911 года, где Олег именуется великим князем русским и заключает договор от своего имени, но в то же время они лучше согласуются с восточными известиями о Руси этого периода (см. ниже).

Приблизительно после 912 года, согласно сообщению арабского автора Аль-Масуди, флот русов из 500 кораблей вошёл в Керченский пролив. Хазарский царь разрешил русам пройти через Дон на Волгу, а оттуда спуститься в Каспийское море. В результате русы разорили побережье Аррана. Половину добычи по условию договора они отдали хазарскому царю, однако царская гвардия, состоящая из мусульман, потребовала мести за гибель единоверцев. Царь не смог или не захотел спасать русов, но послал им предупреждение об опасности. Битва была три дня и закончилась победой мусульман. 30 тысяч русов погибло. Уцелевшие 5 тысяч бежали вверх по Волге, где были истреблены буртасами и булгарами.
Имя русского предводителя в сообщении не названо и в русских летописях поход не упомянут. Возможно, смутным намёком на него является фраза Новгородской летописи об Олеге «другии сказывают, будто ушёл он за море…».
С личностью Олега иногда пытаются связать некого русского предводителя H-l-g-w, который, по данным хазарского источника (так называемого «Кембриджского документа»), захватил по договорённости с Византией хазарский город Самкерц на Таманском полуострове, но был разбит наместником Самкерца Песахом и отправлен оным на Константинополь. Византийцы сожгли греческим огнём суда русов и тогда H-l-g-w отправился в Персию, где погиб сам со всем войском. Имя H-l-g-w восстанавливают как Хлгу, Хелгъ, Хелго. Он именуется в документе правителем Русии, что делает очень заманчивым его отождествление с Олегом. Однако описываемые события относятся к правлению Игоря — поход русов на Византию совпадает по описанию с походом 941 года, а поход на Персию — с набегом русов в 944 году на богатый закавказский город Бердаа близ реки Куры. В историографии были попытки трактовать это сообщение как свидетельство дуумвирата Игоря и Олега, в этом случае жизнь Олега продлевается до середины 40-х годов X века, а начало его правления предполагается более поздним, чем указано в летописи.
Упоминание об Олеге иногда видят в другом сообщении аль-Масуди о двух могущественных славянских правителях. Первый из них носит имя ал-Дир и отождествляется с летописным князем Диром, имя второго в некоторых рукописях читается как Олванг: «Вслед за ним (Диром), следует царь ал-Олванг, у которого много владений, обширные строения, большое войско и обильное военное снаряжение. Он воюет с Румом, франками, лангобардами и другими народами. Войны между ними ведутся с переменным успехом».

## Смерть
Обстоятельства смерти Вещего Олега противоречивы. «Повесть временных лет» сообщает, что смерти Олега предшествовало небесное знамение — появление «звезды великой на западе копейным образом». По киевской версии, отражённой в «Повести временных лет», его могила находится в Киеве на горе Щековице. Новгородская первая летопись помещает его могилу в Ладоге, но в то же время говорит, что он ушёл «за море».
В обоих вариантах присутствует легенда о смерти от змеиного укуса. По преданию, волхвы предсказали князю, что он умрёт от своего любимого коня. Олег приказал увести коня и вспомнил о предсказании только через четыре года, когда конь уже давно умер. Олег посмеялся над волхвами и захотел посмотреть на кости коня, встал ногой на череп и сказал: «Его ли мне бояться?» Однако в черепе коня жила ядовитая змея, смертельно укусившая князя.
Эта легенда находит параллели в исландской саге о викинге Орваре Одде, который также был смертельно ужален на могиле любимого коня. Неизвестно, стала ли сага поводом для создания древнерусской легенды об Олеге или, напротив, обстоятельства гибели Олега послужили материалом для саги. Однако если Олег является исторической личностью, то Орвар Одд — герой приключенческой саги, созданной на основе устных преданий не ранее XIII века. Колдунья предсказала 12-летнему Одду смерть от его коня. Чтобы не дать свершиться предсказанию, Одд с другом убили коня, бросили в яму, а труп завалили камнями.
Вот как погиб Орвар Одд спустя годы:

И когда они быстро шли, ударился Одд ногой и нагнулся. «Что это было, обо что я ударился ногой?» Он дотронулся острием копья, и увидели все, что это был череп коня, и тотчас из него взвилась змея, бросилась на Одда и ужалила его в ногу повыше лодыжки. Яд сразу подействовал, распухла вся нога и бедро. От этого укуса так ослабел Одд, что им пришлось помогать ему идти к берегу, и когда он пришёл туда, сказал он: «Вам следует теперь поехать и вырубить мне каменный гроб, а кто-то пусть останется здесь сидеть подле меня и запишет тот рассказ, который я сложу о деяниях своих и жизни». После этого принялся он слагать рассказ, а они стали записывать на дощечке, и как шёл путь Одда, так шёл рассказ [следует виса]. И после этого умирает Одд.

Сходные обстоятельства смерти приводятся в средневековой легенде о сэре Роберте де Шурланде (англ. Sir Robert de Shurland, умер в 1310 году), который был лордом замка Шурланд на острове Шеппи (находившемся значительное время под влиянием викингов) и смотрителем пяти портов во времена Эдуарда I Английского. Колдунья напророчила сэру Роберту, что его любимый конь станет причиной его смерти, он выхватил меч и убил коня, чтобы пророчество не исполнилось. Труп лошади был оставлен на берегу. Спустя годы сэр Роберт, прогуливаясь в тех местах, вспомнил о старом пророчестве и пнул ногой череп коня, но осколок кости пробил сапог и вонзился в ногу. Рана загноилась, и старый рыцарь умер от заражения крови.
Дата смерти Олега, как и все летописные даты русской истории до конца X века, носит условный характер. Историк А. А. Шахматов отметил, что 912 год является также годом смерти византийского императора Льва VI — антагониста Олега. Возможно, летописец, знавший, что Олег и Лев были современниками, приурочил окончание их правлений к одной и той же дате. Аналогичное подозрительное совпадение — 945 — и между датами смерти Игоря и свержения с престола его современника, византийского императора Романа I. Учитывая к тому же, что новгородская традиция относит смерть Олега к 922 году (см. выше), дата 912 становится ещё более сомнительной. Продолжительность княжения Олега и Игоря составляет по 33 года, что вызывает подозрение в былинном источнике этих сведений.
Польский историк XVIII века Х. Ф. Фризе выдвигал версию, что у Вещего Олега был сын, Олег Моравский, который после смерти отца был вынужден покинуть Русь в результате борьбы с князем Игорем. Родственник Рюриковичей Олег Моравский стал последним князем Моравии в 940 году, согласно сочинениям польских и чешских писателей XVI—XVII веков, однако его родственная связь с Вещим Олегом является лишь предположением Фризе.

## Память
В связи со своим варяжским (германским) происхождением Рюрик был исключён из позднесоветской традиции, как из научной интерпретации «Повести временных лет», так и из школьного нарратива. Согласно «Советской исторической энциклопедии», а вслед за ней школьным текстам, Рюрик был «легендарным основателем династии», тогда как Олег рассматривался как «первый исторически достоверный русский князь».
Популярность Рюрика и викингов в целом, привела в начале 2000-х годов к сближению российских и скандинавских реконструкторских движений. Примерно с 2005 года власти северо-западных регионов России стали относиться к этим движениям положительно и использовать в различных театрализованных мероприятиях не образы Александра Невского, сохранившиеся от позднесоветского времени, а «Начало Руси», акцентируя внимание, в случае Ленинградской области, на том, что реконструируются не «викинги», но «древняя Русь». Наибольшую интернациональную активность в 2001—2006 годах проявлял шведский клуб, связанный с деревней викингов Стурхольмен, расположенной в исторической области Рослаген в пригороде Стокгольма Нортелье, где ранее был установлен памятник «Рюрику, Олегу и Игорю».
С 2007 года идея нового памятника Олегу и Рюрику много раз инициировалась Анатолием Кирпичниковым, руководителем Староладожской археологической экспедиции. В феврале 2012 года в выставочном зале «Смольный» была открыта выставка, на которой представлено 38 проектов памятника, для публики. Конкурс выиграл проект скульптора Олега Шорова. Олег здесь воин, с мечом и щитом, но Рюрик изображён гражданским. Памятник был установлен в 2015 году в присутствии министра культуры Российской Федерации. Появление парного Рюрику Олега связано с наличием здесь «места памяти» — «Олеговой могилы» — современное название большого кургана, датируемого примерно концом IX—X веками. Олег — воин, который присоединил юг, сопоставлен с Рюриком, представленным как гражданский, миролюбивый основатель, избранный «первых русских выборах», как утверждают современные медиа. Памятник поставлен на Варяжской улице. Нарратив, созданный в музейном сообществе, часто называет её «улицей X века» или «древнейшей улицей на Руси». Однако воспоминания об археологических раскопках неподалёку, которые действительно выявили застройку эпохи викингов, не позволяют рассматривать эту часть Старой Ладоги как наиболее древнюю.
- В 2007 году был открыт памятник Олегу в Переяславе-Хмельницком, поскольку город впервые упомянут в 907 году в договоре Олега с Византией.
- Памятник Вещему Олегу и молодому Игорю в Любече.
- В сентябре 2015 года был открыт памятник Рюрику и Олегу в Старой Ладоге (Россия).
- Ruriks skepp[швед.] в Норрталье, 1974 год.

## Образ в искусстве

### В литературе
Летописный рассказ о смерти Олега положен в основу литературных произведений:
- Пушкин А. С. «Песнь о вещем Олеге» (1822)
- Рылеев К. Ф. Думы. I. Олег Вещий (1825)[45]
- Полевой Н. С. «Пир Святослава Игоревича, князя киевского» (1835) — в жанре рассказ в рассказе.
- Высоцкий В. С. «Песня о вещем Олеге» (1967)
- Васильев Б. Л. «Вещий Олег» (1996)
- Панус О. Ю. «Щиты на вратах», ISBN 978-5-9973-2744-6
- Никитин Ю. А. «Ингвар и Ольха» (1998)

Олег стал героем трагедии Александра Сумарокова «Семира» (1751) с полностью выдуманным сюжетом.

### В театре
- Львова А. Д. Драматическая панорама в 5 действиях и 14 картинах «Князь Олег Вещий» (премьера 16 сентября 1904 на сцене Народного Дома Николая II), музыка Н. И. Привалова с участием хора гусляров О. У. Смоленского[46].

### В кино
Художественные:
- «Легенда о княгине Ольге» (1983; СССР) режиссёр Юрий Ильенко, в роли Олега Николай Олялин.
- Страницы Российской истории. Земля предков (1994; Россия) режиссёр Александр Гурьев.
- «Завоевание[венг.]» (1996; Венгрия), режиссёр Габор Кольтаи[венг.], в роли Олега Ласло Хельей[венг.].
- «Сага о викингах[дат.]» (2008; Дания, США) режиссёр Микаэль Моуяль, в роли Олега Саймон Брээджер (в детстве), Кен Ведсегор[англ.] (в молодости).
- «Викинги» (2013—2020), в сериале в роли Олега — российский актёр Данила Козловский.
- «Крещение Руси» (2018; Россия) — докудрама, режиссёр Максим Беспалый. В роли Олега — Андрей Курилов.[источник не указан 1614 дней]
- «Рюриковичи. История первой династии» (2019; Россия) — докудрама, режиссёр Максим Беспалый. В роли Олега — Дмитрий Могучев.
- «Вещий Олег» (2021; Россия; в производстве), режиссёр Клим Шипенко. В роли Олега — Владимир Яглыч.[источник не указан 1614 дней]

## Галерея
- Олег Правитель. В. П. Верещагин (1891)[i 1]
- Олег у костей коня. В. М. Васнецов, (1899)
- Тризна на могиле Вещего Олега. В. М. Васнецов, (1899)[i 2]
- Олег прибивает щит свой к вратам Царьграда. Ф. А. Бруни, (1839)
- Кончина Олега. Ф. А. Бруни, (1839)
- Поход Олега в Царьград. Ф. А. Бруни, (1839)

Примечания к изображениям
1. ↑  Верещагин В. П. История государства Российского в изображениях державных его правителей с кратким пояснительным текстом. — СП: Художественная типография и фото-хемиграфическая мастерская Эдуарда Гоппе, 1891. — 80 с.
2. ↑  По мотивам произведения А. С. Пушкина «Песнь о вещем Олеге»